# Drepananthus acuminatus
Drepananthus acuminatus là loài thực vật có hoa thuộc họ Na. Loài này được Charles Budd Robinson mô tả khoa học đầu tiên năm 1908 dưới danh pháp Cyathocalyx acuminatus. Năm 2010 Surveswaran S. et al. chuyển nó sang chi Drepananthus.

## Phân bố
Philippines, Sulawesi.